# Hamad International Airport

Hamad International Airport is de internationale luchthaven in Doha, de hoofdstad van Qatar. Hamad International Airport opende op 30 april 2014 met een inauguratievlucht uitgevoerd door Qatar Airways, als vervanging van de oude luchthaven van Doha.

## Bouw
De plannen van de luchthaven stammen uit 2003. De bouw startte in 2005. De opening diende na een reeks van kostbare vertragingen met vijf jaar uitgesteld te worden, van 2009 tot 2014. De luchthaven nam wel reeds in 2013 een deel van de vrachtactiviteiten van de vorige luchthaven over. Het eerste vrachtvliegtuig was van Qatar Airways Cargo en landde uit Europa.

## Kenmerken
Hamad International Airport werd ontworpen om de groeiende omvang van het verkeer op de vorige luchthaven op te vangen. De luchthaven kon 29 miljoen passagiers verwerken bij de opening, drie keer de voorziene capaciteit van de voormalige luchthaven. De luchthaven werd tegen een kostprijs van US$ 16 miljard gebouwd, voor 60% van de totale oppervlakte op uit de zee gewonnen en opgespoten land, op een oppervlakte van 8,9 km².
De twee lange landingsbanen liggen parallel, twee kilometer van elkaar verwijderd, en laten volledige parallelle operatie toe. De terminals van de luchthaven liggen hier tussen. De grote lengte van de banen houdt ook rekening met de gereduceerde capaciteit van vliegtuigmotoren in de hoge temperaturen die in de zomer overdag op de luchthaven heersen. Op deze manier kunnen volgeladen toestellen toch opstijgen voor langeafstandsvluchten. De luchthaven is 24 uur per dag open, en kent zijn drukste bedrijvigheid laat in de avond en heel vroeg in de ochtend.
In 2019 werden uitbreidingsplannen bekendgemaakt. Fase A behelsde een verbinding tussen de pieren D en E waarmee de capaciteit in 2022 werd verhoogd tot 53 miljoen passagiers per jaar. Hiermee kon de verwachte toestroom van publiek tijdens de wereldkampioenschap voetbal 2022 worden verwerkt. Hadad wordt hiermee de op een na grootste luchthaven in het Midden Oosten na Dubai en Istanboel. In fase B zijn de pieren D en E verlengd. Dit project werd in maart 2025 afgerond en de capaciteit is daarmee gekomen op 65 miljoen passagiers per jaar.

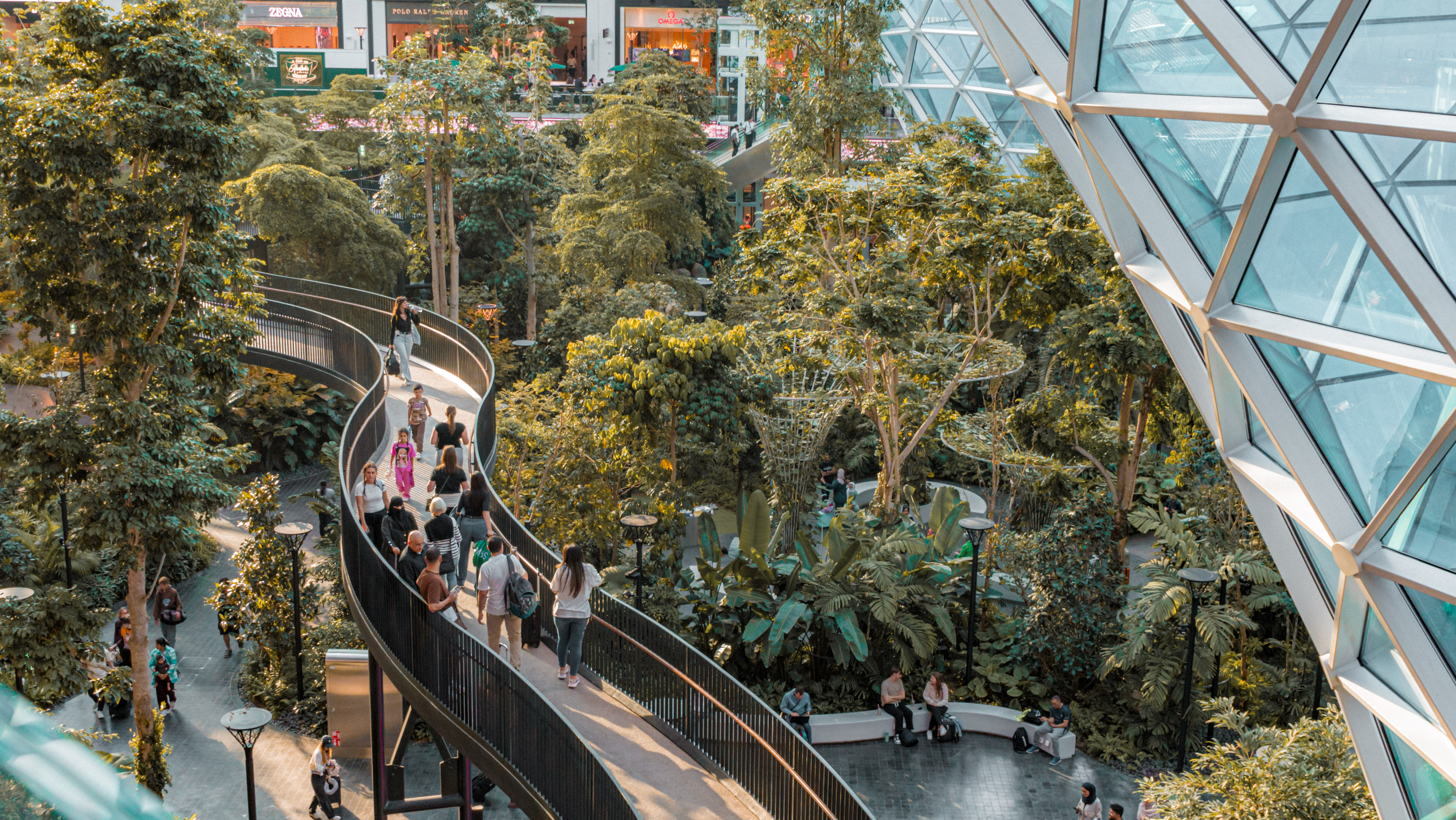
Wandelpad in ‘The Orchard’ bij Hamad International Airport

## Vervoerscijfers
In het eerste volledige jaar na de opening verwerkte de luchthaven 32 miljoen passagiers.
| Jaar | Passagiers | Vracht        | Vliegtuig- bewegingen |
| ---- | ---------- | ------------- | --------------------- |
| 2015 | 32.169.000 | 1.455.000 ton | 237.000               |
| 2019 | 38.786.000 |               | 233.000               |
| 2021 | 17.703.000 | 2.589.000 ton | 170.000               |
| 2022 | 35.730.000 | 2.322.000 ton |                       |
| 2023 | 45.916.000 | 2.356.000 ton |                       |
| 2024 | 52.700.000 | 2.598.000 ton | 279.000               |